# Bildskärm
| Bildskärm |
| --- |
| Bildskärm (till en äldre stationär dator) av CRT-typ. - Betydelse – utenhet för text, bild , spel och video - Användning – till bland annat TV, video, mobiltelefon, datorspel - Andra ord – datorskärm, TV-skärm, monitor, display |

Bildskärm, även kallad datorskärm, TV-skärm eller monitor, är en utenhet som visar elektroniskt skapad text, bild eller video. Bildskärmar finns av flera olika typer som med varierande resultat kan visa bilder, genererade av till exempel videobandspelare, datorer, tv-spel eller TV-sändningar. Vanliga bildformat är 16:10, 4:3 och 16:9, där den första siffran anger bredden och den andra höjden. Skärmens storlek mäts mellan två diagonala hörn och anges traditionellt i tum. 
Mindre bildskärmar i bärbara enheter som mobiltelefon eller personsökare kallas på svenska även display.

## Historisk utveckling

### Analog CRT-skärm
En äldre typ av bildskärm använder ett analogt katodstrålerör (engelska: Cathode Ray Tube – CRT). Dessa utnyttjar elektroluminiscensteknik för att generera bilder från en analog videosignal. Via analoga elektriska svängningar från en styrenhet bildas med hjälp av en elektronstråle en bild på en transparent yta utrustad med ett stort antal punkter av ett självlysande material.
Elektronstrålen sveper i normalfallet över bildytan en rad i taget och aktiverar därmed kortvarigt de självlysande punkterna på bildskärmen. Genom att använda noggrann styrning av elektronstrålen och bildpunktsmaterial som aktiveras till att avge röd, grön eller blå färg kan färgbilder skapas. I runda CRT-skärmar för radarbruk sveper strålen istället från mitten av skärmen till skärmens ytterkant och bilden framkommer genom att den uppritade linjen får rotera runt bildskärmen.

### Digital bildskärm

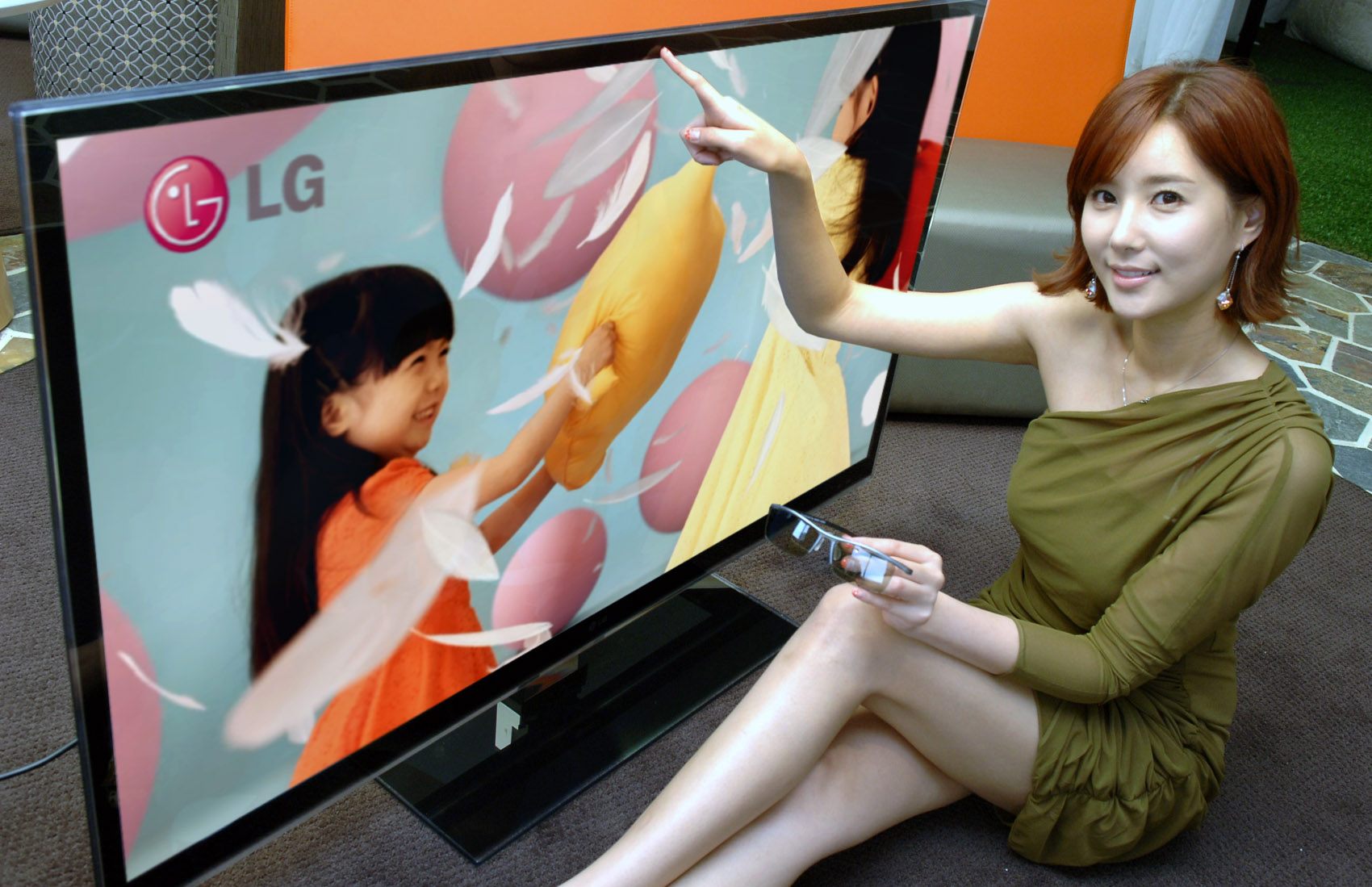
LED-bildskärm

Sedan mitten av 00-talet har platta skärmar i form av plasmaskärmar och flytkristallskärmar (LCD Liquid Crystal Display) med bakbelysning av antingen kallkatodrör eller  Lysdioder (LED) tagit över marknaden. Sedan 2007 används även OLED, men den tekniken är fortfarande under utveckling för att komma tillrätta med den betydligt kortare livslängden.
Dessa skärmar består också av ett stort antal individuella ljuspunkter men dessa ljuspunkter är direkt elektriskt aktiverade i enlighet med dess X-Y-koordinater. Digitala bildskärmar är idag i stort sett uteslutande färgskärmar som aktiverar kristaller eller dioder i färgerna röd, grön och blå för att producera den slutliga färgbilden.

## Upplösning
På skärmar med katodstrålerör begränsas upplösningen främst av vad grafikkretsarna på datorn levererar, medan LCD och OLED har en upplösning som definieras av antalet pixlar i matrisen. Genom åren har ett antal standardupplösningar definierats, angiven i horisontell gånger vertikal. För en mer komplett lista, se skärmupplösning.
| Upplösning | Bildförhållande | Färgdjup (bitar)                      | Namn                                            | Skärmstorlek  | Övrigt                                                                       |
| ---------- | --------------- | ------------------------------------- | ----------------------------------------------- | ------------- | ---------------------------------------------------------------------------- |
| 640x480    | 4:3             | 4 bitar och 8 bitar                   | VGA (Video Graphic Array)                       | Universell    | Utvecklad i mitten av 1980-talet av IBM. Har även gett namn åt kontakten.    |
| 800x600    | 4:3             | 24 bitar                              | SVGA (SuperVGA)                                 |               | Samlingsnamn för VGA-kort med utökade förmågor, Standardiserad av VESA 1989. |
| 1024x768   | 4:3             | 16 bitar i 640x480 8 bitar i 1024x768 | XGA (Extended Graphics Array)                   | 11" - 15"     |                                                                              |
| 1280x720   | 16:9            | 24 bitar                              | HD720 (High Definition)                         |               |                                                                              |
| 1280x1024  | 5:4             | 24 bitar                              | SXGA                                            | 17" - 19"     |                                                                              |
| 1366x768   | 16:9            | 24 bitar                              | WXGA (Wide Extended Graphics Array)             | 13" - 15"     | Vanlig på bärbara datorer                                                    |
| 1680x1050  | 16:10           | 24 bitar                              | WSXGA+                                          | 19" - 22"     |                                                                              |
| 1920x1080  | 16:9            | 24 bitar                              | HD1080 (High Definition)                        | 24"           |                                                                              |
| 1920x1200  | 16:10           | 24 bitar                              | WUXGA                                           | 23–27"        | Till viss del ersatt med HD1080, men fortfarande vanlig.                     |
| 2560x1600  | 16:10           | 24 bitar                              | WQXGA (Widescreen Quad Extended Graphics Array) | 30" bredskärm |                                                                              |
| 2560x2048  | 5:4             | 24 bitar                              | QSXGA                                           |               |                                                                              |
| 3840x2160  | 16:9            | 24 bitar                              | 4K UHD (Ultra High Definition)                  |               |                                                                              |
| 7680x4320  | 16:9            | 30-36 bitar                           | 8K UHD (Ultra High Definition)                  |               |                                                                              |

## Signalanslutningar
Signalanslutningar som man kan hitta på en bildskärm är RGB (PC), Video, Audio, HDMI, VGA och DVI. En äldre kontakt är Micro-DVI. På nya skärmar och datorer finns ofta Mini Displayport.

## Bildskärmstyper
- Katodstrålerör (Cathode ray tube)
- Kristallskärmar (Liquid crystal display), med antingen LED (Light emitting diode display) eller kallkatodrör som belysning.
- Plasmaskärmar (Plasma display panel)
- Videoprojektorer
- SED-skärmar (Surface-conduction electron-emitter display)
- OLED (Organisk ljus-emitterande diod)